# Grønholt Hegn
Grønholt Hegn är en skog i Danmark. Den ligger i Region Hovedstaden, i den östra delen av landet. Grønholt Hegn ligger på ön Sjælland. I skogen ingår några träskmarker och i omgivningen finns jordbruksmark.